# 伊氏夢角鮟鱇
伊氏夢角鮟鱇，為輻鰭魚綱鮟鱇目棘茄魚亞目夢角鮟鱇科的一種魚類。分布於全球各大洋熱帶至溫帶海域，屬深海魚類，棲息深度750-2500公尺，體長可達28.8公分，棲息在中層水域，生活習性不明，不具任何經濟價值。

## 扩展阅读
維基物種上的相關：伊氏夢角鮟鱇